# Club de Fútbol Rayo Majadahonda
Il Club de Fútbol Rayo Majadahonda è una società calcistica spagnola con sede a Majadahonda, nella comunità autonoma di Madrid. Fondata nel 1976, milita nella Segunda Federación, la quarta divisione del campionato spagnolo.

## Storia
Nella stagione 2015-2016 ha perso la finale di Copa Federación de España.

## Cronistoria
| Stagioni | Livello | Campionato              | Posizione | Copa del Rey  |
| -------- | ------- | ----------------------- | --------- | ------------- |
| 1976/77  | 8       | 3ª Categoría            | 1º        |               |
| 1977/78  | 7       | 3ª Categ. Pref.         | 12º       |               |
| 1978/79  | 8       | 3ª Categ. Pref.         | 17º       |               |
| 1979/80  | 9       | 3ª Categoría            | 1º        |               |
| 1980/81  | 8       | 3ª Categ. Pref.         | 3º        |               |
| 1981/82  | 8       | 3ª Categ. Pref.         | 1º        |               |
| 1982/83  | 7       | 2ª Categoría            | 1º        |               |
| 1983/84  | 6       | 1ª Categoría            | 2º        |               |
| 1984/85  | 5       | Preferente              | 6º        |               |
| 1985/86  | 5       | Preferente              | 4º        |               |
| 1986/87  | 5       | Preferente              | 2º        |               |
| 1987/88  | 4       | Tercera División        | 5º        |               |
| 1988/89  | 4       | Tercera División        | 15º       |               |
| 1989/90  | 4       | Tercera División        | 14º       |               |
| 1990/91  | 4       | Tercera División        | 12º       |               |
| 1991/92  | 4       | Tercera División        | 5º        |               |
| 1992/93  | 4       | Tercera División        | 8º        | Primo turno   |
| 1993/94  | 4       | Tercera División        | 11º       |               |
| 1994/95  | 4       | Tercera División        | 2º        |               |
| 1995/96  | 4       | Tercera División        | 1º        |               |
| 1996/97  | 4       | Tercera División        | 1º        |               |
| 1997/98  | 3       | Segunda División B      | 18º       |               |
| 1998/99  | 4       | Tercera División        | 20º       |               |
| 1999/00  | 5       | Preferente              | 1º        |               |
| 2000/01  | 4       | Tercera División        | 1º        |               |
| 2001/02  | 4       | Tercera División        | 14º       | Preliminari   |
| 2002/03  | 4       | Tercera División        | 4º        |               |
| 2003/04  | 3       | Segunda División B      | 20º       |               |
| 2004/05  | 4       | Tercera División        | 8º        |               |
| 2005/06  | 4       | Tercera División        | 9º        |               |
| 2006/07  | 4       | Tercera División        | 10º       |               |
| 2007/08  | 4       | Tercera División        | 12º       |               |
| 2008/09  | 4       | Tercera División        | 3º        |               |
| 2009/10  | 4       | Tercera División        | 9º        |               |
| 2010/11  | 4       | Tercera División        | 10º       |               |
| 2011/12  | 4       | Tercera División        | 11º       |               |
| 2012/13  | 4       | Tercera División        | 8º        |               |
| 2013/14  | 4       | Tercera División        | 7º        |               |
| 2014/15  | 4       | Tercera División        | 1°        |               |
| 2015/16  | 3       | Segunda División B      | 14°       | Primo Turno   |
| 2016/17  | 3       | Segunda División B      | 4°        |               |
| 2017/18  | 3       | Segunda División B      | 1°        | Primo Turno   |
| 2018/19  | 2       | Segunda División        | 19°       | Terzo Turno   |
| 2019/20  | 3       | Segunda División B      | 6°        | Secondo Turno |
| 2020/21  | 3       | Segunda División B      | 1°        | Primo Turno   |
| 2021/22  | 3       | Primera División RFEF   | 4°        | Secondo Turno |
| 2022/23  | 3       | Primera Federación RFEF | 14°       | Primo Turno   |
| 2023/24  | 3       | Primera Federación RFEF | 20°       |               |
| 2024/25  | 4       | Segunda Federación RFEF |           |               |

## Statistiche e record

### Statistiche di squadra
Il Majadahonda ha disputato una stagione in Segunda División, 2 in Segunda División B e 25 nella quarta serie spagnola.

## Palmarès

### Competizioni nazionali
- Segunda División B: 1

2017-2018 (gruppo I)
- Tercera División: 4

1995-1996, 1996-1997, 2000-2001, 2014-2015

## Organico

### Rosa 2021-2022
| N. |                      | Ruolo | Calciatore      |
| -- | -------------------- | ----- | --------------- |
| 1  | Argentina (bandiera) | P     | Nereo Champagne |
| 2  | Spagna (bandiera)    | D     | Pere Martínez   |
| 3  | Spagna (bandiera)    | D     | Jorge Casado    |
| 4  | Spagna (bandiera)    | C     | Ángel Bastos    |
| 5  | Spagna (bandiera)    | D     | Álvaro Vega     |
| 6  | Spagna (bandiera)    | C     | Marc Caballé    |
| 7  | Spagna (bandiera)    | C     | Néstor Susaeta  |
| 8  | Spagna (bandiera)    | C     | Sergio Moyita   |
| 9  | Spagna (bandiera)    | A     | Rubén Sánchez   |
| 10 | Spagna (bandiera)    | C     | Carlitos        |
| 11 | Spagna (bandiera)    | C     | Jesús Tamayo    |
| 12 | Spagna (bandiera)    | D     | Fran Rodríguez  |

| N. |                         | Ruolo | Calciatore        |
| -- | ----------------------- | ----- | ----------------- |
| 13 | Spagna (bandiera)       | P     | Jagoba Zárraga    |
| 14 | Spagna (bandiera)       | C     | Borja Díaz        |
| 15 | Brasile (bandiera)      | D     | Pablo Andrade     |
| 16 | Spagna (bandiera)       | D     | Marcos Bravo      |
| 17 | Spagna (bandiera)       | D     | Borja González    |
| 18 | Inghilterra (bandiera)  | D     | Charlie I'Anson   |
| 19 | Spagna (bandiera)       | A     | Alberto Ródenas   |
| 20 | Camerun (bandiera)      | C     | Jean Mvondo       |
| 21 | Spagna (bandiera)       | D     | Jesús Valentín    |
| 22 | Brasile (bandiera)      | A     | Laerte Polydoro   |
|    | Burkina Faso (bandiera) | A     | Bassirou Compaoré |

### Rosa 2018-2019
| N. |                      | Ruolo | Calciatore       |
| -- | -------------------- | ----- | ---------------- |
| 1  | Spagna (bandiera)    | P     | Basilio          |
| 2  | Spagna (bandiera)    | C     | Benito Ramírez   |
| 3  | Spagna (bandiera)    | D     | David Morillas   |
| 4  | Spagna (bandiera)    | D     | David Andújar    |
| 6  | Spagna (bandiera)    | C     | Óscar Valentín   |
| 7  | Francia (bandiera)   | C     | Enzo Fernández   |
| 8  | Argentina (bandiera) | C     | Fede Varela      |
| 9  | Spagna (bandiera)    | A     | Héctor Hernández |
| 10 | Spagna (bandiera)    | C     | Carlitos         |
| 11 | Spagna (bandiera)    | C     | Jesús Rodríguez  |
| 12 | Spagna (bandiera)    | C     | Verza            |
| 13 | Spagna (bandiera)    | P     | José Salcedo     |

| N. |                      | Ruolo | Calciatore         |
| -- | -------------------- | ----- | ------------------ |
| 14 | Spagna (bandiera)    | D     | Ernesto Galán      |
| 15 | Spagna (bandiera)    | D     | Rafa López         |
| 16 | Spagna (bandiera)    | D     | Isaac Carcelén     |
| 17 | Spagna (bandiera)    | A     | Dani Romera        |
| 18 | Spagna (bandiera)    | A     | Manu del Moral     |
| 19 | Spagna (bandiera)    | C     | Aitor Ruibal       |
| 21 | Spagna (bandiera)    | D     | Héctor Verdés      |
| 22 | Venezuela (bandiera) | C     | Aristóteles Romero |
| 23 | Spagna (bandiera)    | C     | Luso               |
| 24 | Spagna (bandiera)    | D     | Francisco Varela   |
| 25 | Spagna (bandiera)    | P     | Ander Cantero      |